# Димитър Атанасов (агроном)
Вижте пояснителната страница за други личности с името Димитър Атанасов.
Димитър Атанасов Страгачев е български агроном, основоположник на съвременната фитопатология в България. За кратко е министър на земеделието и държавните имоти в първото правителство на Георги Кьосеиванов (1935-1936).

## Биография
Димитър Атанасов е роден на 23 февруари (11 февруари стар стил) 1894 година в Грамада, Кулско. Завършва земеделското училище в Садово през 1910 година. През 1914 година следва агрономство в Лайпцигския университет, а през 1917 година завършва Земеделския колеж в Ийст Лансинг и става първият български агроном, завършил висше образование в Съединените щати. След това специализира фитопатология в Уискънсинския университет в Медисън при Луис Ралф Джонс (1917 – 1918), работи като редовен асистент там (1918 – 1919) и защитава докторат през 1920 година.
През 1920 – 1921 година специализира в Биологичния институт за земеделие и лесовъдство в Берлин, а през периода 1921 – 1925 година работи във Фитопатологичния институт във Вагенинген, Нидерландия. Там среща младата ботаничка Сиберта Хрунефелд от стар нидерландски род, с която сключва брак. В България се завръща със семейството си през 1925 г., тъй като е поканен да стане доцент и пръв преподавател по фитопатология в Агрономическия факултет на Софийския университет „Свети Климент Охридски“.
От 1928 година е извънреден професор, а от 1939 година – редовен професор и ръководител на катедра „Частно земеделие“. Професор Атанасов е основател и пръв директор на Института за защита на растенията в София през периода 1935 – 1941 година. Създава експериментална градина в село Мрамор. През 1943 – 1944 година е декан на Агрономическия факултет. След Деветосептемврийския преврат през февруари 1945 г. Атанасов е уволнен, а през 1948 г. семейството е изселено в Плевен. През 1951 г. Атанасов е подложен на репресии, обвинен в „шпионаж“, арестуван и измъчван във връзка с т.нар. „холандски шпионски процес“.
През 1954 г. Атанасов се връща на научна работа като старши научен сътрудник и работи до пенсионирането си през 1964 година. Същата година градината в село Мрамор („имение“ в очите на властимащите) не просто е „национализирана“ – тя е стъпкана, а дърветата отскубнати от корен и парцелът включен в тамошното ТКЗС.
Димитър Атанасов умира на 14 юли 1979 година в София.

## Научна и приложна дейност
Димитър Атанасов внедрява в България холандския сорт картофи „Бинте“, създавайки поминък на населението в Самоковско. Участва в написването на първия Закон за опазване на растенията от болести и неприятели (1930 г.); на Закона за защита на родната природа (1936 г.), по силата на който Витоша се обявява за национален парк. Като министър на земеделието през 1935 – 1936 г. Димитър Атанасов е инициатор за изработването на Закон за контрол на химическите средства, използвани в земеделието. Разработва първия Правилник за контрол на химическите средства за борба с болестите и неприятелите по растенията.
Научната дейност на Димитър Атанасов е свързана с развитието на българската растителнозащитна наука. Той написва първия учебник по фитопатология на Балканите, който е преведен на румънски и сръбски език; обучава първите специалисти в тази област. Проучва вирусните болести по растенията и публикува над 100 научни труда в областта на фитопатологията.
Член е на: Американското дружество на отличените изследователи „Сигма кси“, Американското и Холандското фитопатологично дружество, Дружеството за растителна патология и ентомология – Париж, научен съвет на Международния институт по земеделие – Рим, Дружеството по приложна ботаника – Берлин – Даалем, Българско ботаническо и Българско земеделско дружества.
Проф. Димитър Атанасов изиграва решаваща роля за квалификацията на бъдещите професори в Агрономическия факултет и учени в нашите земеделски институти. Той е натоварен от Рокфелеровата фондация да подбира млади талантливи хора за специализации в Европа и Америка със стипендии на фондацията. С негова препоръка специализират ботаника и генетика М. Христов, генетика – Дончо Костов, фитопатология – Иван Ковачевски, Атанас Христов и Димитър Додов.

## Памет
На Димитър Атанасов е наречена улица в квартал „Белите брези“ в София (Карта).